# Gerhard Lewe, der Jüngere
Gerhard Lewe (* 14. Jahrhundert; † um 1426 in Aachen) war Schöffe und Bürgermeister der Reichsstadt Aachen.

## Leben und Wirken
Der Sohn des Gerhard Lewe, dem Älteren und der Jutty Colyn wurde 1406 erstmals als Mitglied des Schöffenkollegiums urkundlich erwähnt. In den Jahren 1413 und 1425 wurde er schließlich zum Bürgermeister der Freien Reichsstadt Aachen gewählt.
Wie schon sein Vater trat auch er politisch kaum in Erscheinung, machte sich dafür aber einen guten Ruf als Förderer des Regulierherrenklosters in Aachen.
Gerhard Lewe war verheiratet mit Druygen Walraven aus einem Kölner Geschlecht.